# Glushko (Mondkrater)
Glushko ist ein Einschlagkrater am westlichsten Rand der Mondvorderseite und ist daher, wenn überhaupt, dann nur stark verzerrt von der Erde aus sichtbar.
Er liegt am westlichen Rand des Oceanus Procellarum, nordwestlich des Kraters Olbers, dessen Wall er teilweise überdeckt.
Glushko ist ein junger Krater und Zentrum eines ausgedehnten Strahlensystems, das sich weit in die Ebene des Oceanus Procellarum im Nordosten erstreckt. 
Obwohl das Strahlensystem in seiner Ausdehnung dem der großen Strahlenkrater entspricht, ist es durch seine Lage am Rand kaum auffällig und wird erst in der Draufsicht eines Orbiters erkennbar.
Der Kraterrand ist unregelmäßig geformt, der innere Wall weist Spuren von Rutschungen auf.
Der Krater wurde 1994 von der IAU nach dem russischen Raumfahrtingenieur Walentin Petrowitsch Gluschko offiziell benannt. Zuvor war der Krater als Olbers A bezeichnet worden.